# Clément II Métezeau
Pour les articles homonymes, voir Métezeau.
Clément II Métezeau, né le 6 février 1581 à Dreux (Eure-et-Loir) et mort le 28 novembre 1652 à Paris, est un ingénieur et  architecte du Roi de France.
Il fait partie d'une famille de bâtisseurs (maîtres maçons ou architectes du Roi), tels son grand-père Clément Métezeau, son père Thibault Métezeau, son oncle Jean Métezeau, et son frère Louis Métezeau.
Représentant du style dit Henri IV avec l'usage de briques rouges (souvent peintes) et de pierre de taille en chaînage, usage évoluant à la Régence (palais du Luxembourg), son œuvre la plus marquante est à Charleville, ville idéale ordonnancée.

## Biographie
Un des cinq Métezeau bâtisseurs de la famille, Clément II naît en 1581 à Dreux, où il gardera des attaches jusqu'à sa mort, mais, hormis quelques années à Charleville, il passe sa vie essentiellement à Paris, où il est à la fois architecte et entrepreneur, ingénieur et spéculateur (il  construit jusqu'à sept maisons), activités qui lui permettent d'atteindre un important rang de fortune. 
Sa première épouse, de 1610 à 1634, Jeanne Maillard lui donne trois enfants, dont l'une suivra les cours de peinture de Virginia Vezzi, l'épouse de Simon Vouet (Il est également lié à La Hyre et à Varin). Veuf, il se remarie en 1641, âgé de soixante ans, avec Claude de Pontlevoy (elle lui survivra, gardant  même pendant quelques années le droit de continuer à habituer leur logement de fonction au Louvre).
Clément II Métezeau meurt en 1652, âgé de soixante-et-onze ans. Il est inhumé à Saint-Paul, paroisse parisienne supprimée en 1790, dont le cimetière fut vendu comme bien national en 1794.

## Œuvre
- En 1606, à l'âge de 26 ans, dans l'esprit inventif des cités idéales (un thème majeur dans l'imaginaire de la Renaissance), il conçoit, avec son frère aîné Louis, la place Ducale de Charleville-Mézières, sous l'autorité de Charles de Gonzague, neveu fortuné d'Henri IV, duc de Nevers et de Rethel, gouverneur de la Champagne. Les travaux seront menés entre 1612 et 1628 [5] :

« Charles de Gonzague conçoit une ville neuve, idéalement située sur la souveraineté d'Arches, tampon entre les deux superpuissances du moment que sont le royaume de France et le Saint Empire germanique, une ville active et somptueuse alliant beauté et utilité, symétrie et ordre. Au centre du dispositif, la place Ducale, dont le quadrilatère inachevé (des difficultés financières empêchant Charles de Gonzague de le fermer par le palais ducal qu'il comptait voir s'élever à la place de l'actuelle mairie construite en 1843) témoigne de cette volonté. Longue de 127 mètres et large de 90 mètres, elle est encadrée par 27 pavillons de style Henri IV ou Louis XIII obéissant à la règle de 4 : 4 travées, 4 baies à chaque étage, 4 lucarnes et 4 oculi sur le toit. On évoque souvent sa proximité avec la place des Vosges à Paris. Elles ont en effet un air de famille puisque deux frères en sont les architectes : Louis Métezeau en 1605 pour Paris et Clément Métezeau recruté en 1606 par Charles de Gonzague pour bâtir sa nouvelle ville.
Mais, contrairement à sa sœur parisienne, l'espace central de la place Ducale est laissé libre, renforçant encore l'impression de minéralité et la polychromie des ocres de la pierre et des rouges de la brique.
C'est surtout un espace de libre-échange, voulu comme tel par son bâtisseur, qui, comme dans les villes italiennes, met d'emblée l'accent sur l'économie en privilégiant commerçants et manufacturiers. De Gonzague favorise en outre un peuplement rapide en octroyant des facilités (exemptions d'impôts, dons de terrains) et en proclamant Charleville terre d'asile. Juifs, catholiques, protestants, personnes poursuivies pour dettes ou crimes sont ainsi accueillis avec bienveillance pour participer au développement de la ville. »

- En 1607, il construit le réservoir voûté de la pompe de la Samaritaine ;

- En 1610, Charles III de Nevers le fait son contrôleur des bâtiments et, en 1611, lui demande de travailler sur les plans de la ville neuve de Charleville;

- En 1615, il rejoint Paris et collabore avec Salomon de Brosse et son frère Louis Métézeau à la construction du palais du Luxembourg ;

- En 1618, il dessine le jubé de bois de l'église Saint-Gervais-Saint-Protais de Paris (disparu en 1732)

- En 1621, il lance la construction de la nef du temple protestant de l'Oratoire du Louvre et en exécute le plan ; l'ouvrage fut terminé par Jacques Lemercier ;

- En 1624, il réalise le plan de l'hôtel de Chevreuse, devenu hôtel de Longueville (démoli en 1833), rue Saint-Thomas-du-Louvre à Paris ;

- En 1626, il dessine le plan du Vieux Moulin de Charleville ;

- En 1627-1628, il réalise le château de Chilly, ainsi que la digue de Richelieu, ouvrage destiné à fermer le chenal du port de La Rochelle lors du siège de la ville ;
- En 1636, il édifie l'aile nord de l'hôtel de la veuve du maréchal Ruzé d'Effiat, rue Vieille-du-Temple à Paris[6], devenue en partie rue du Trésor[7].

- En 1638, il dessine le jubé de bois de l'église Saint-Nicolas-des-Champs de Paris (disparu en 1701)[8].

- Il aménage les jardins du palais des Ducs de Lorraine à Nancy, et probablement ceux du château de Gerbéviller[9].

Projets et réalisations de Clément Métezeau (II)
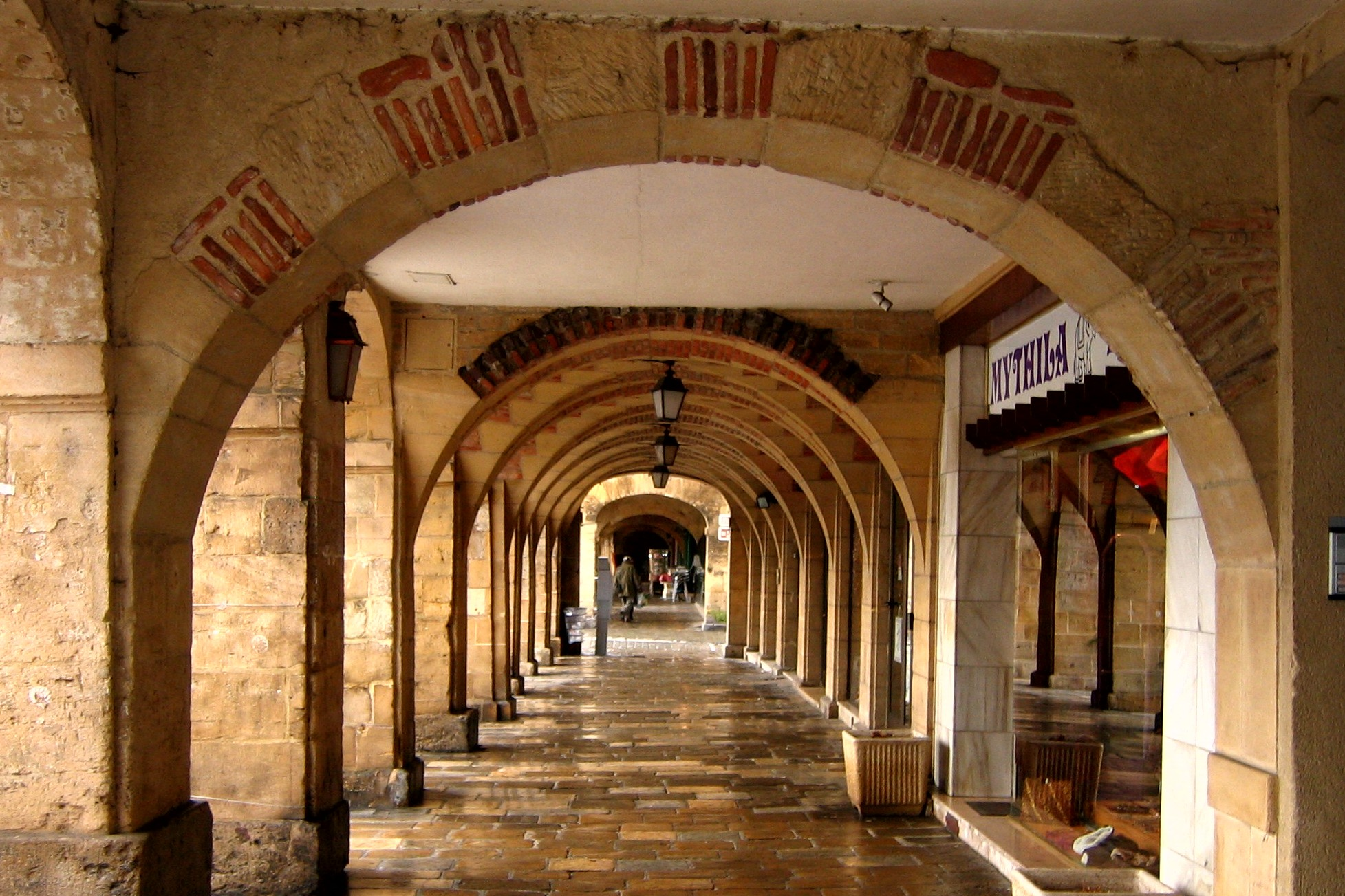
Arcades de la place ducale de Charleville.
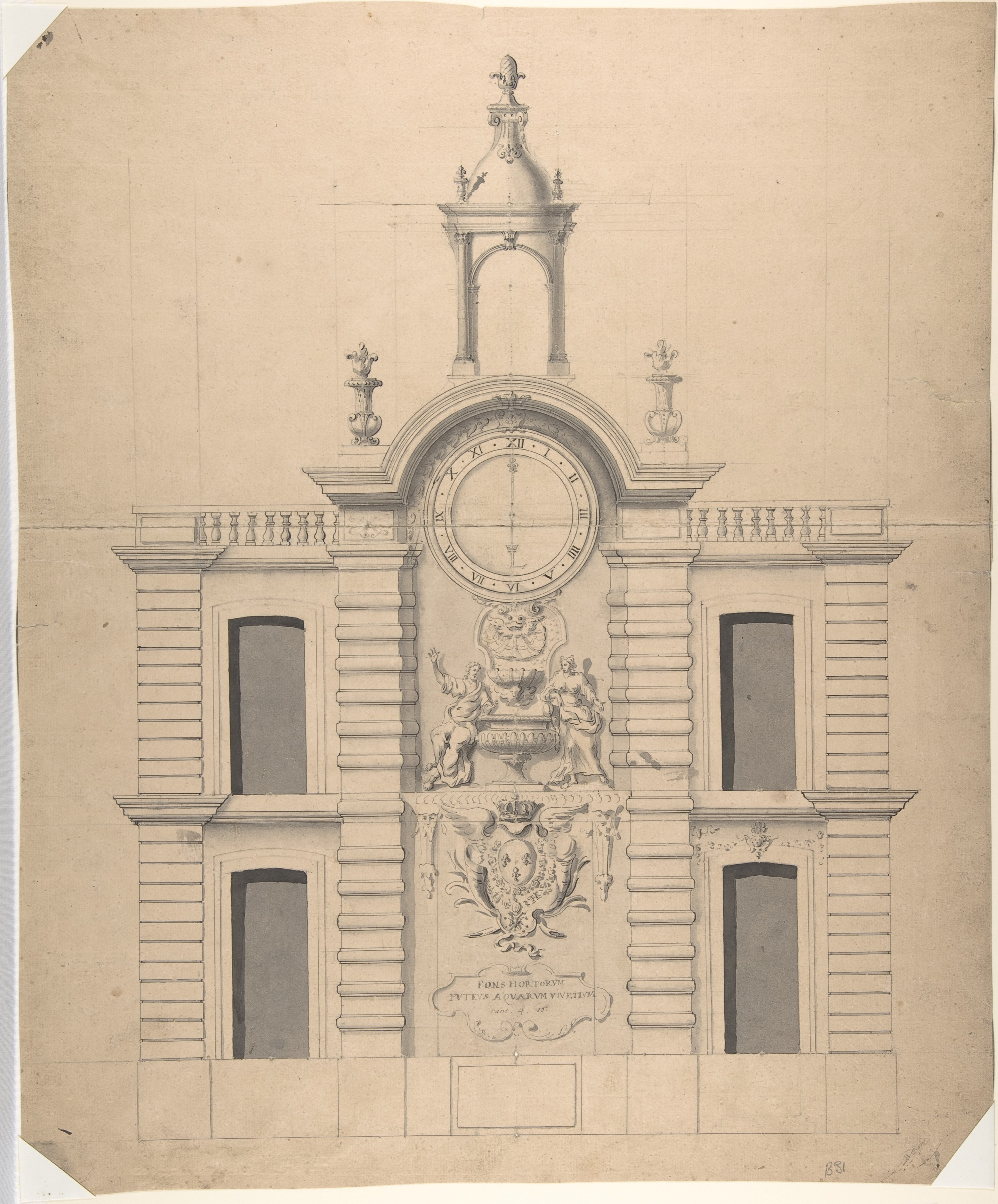
Élévation de la Samaritaine par Robert de Cotte.
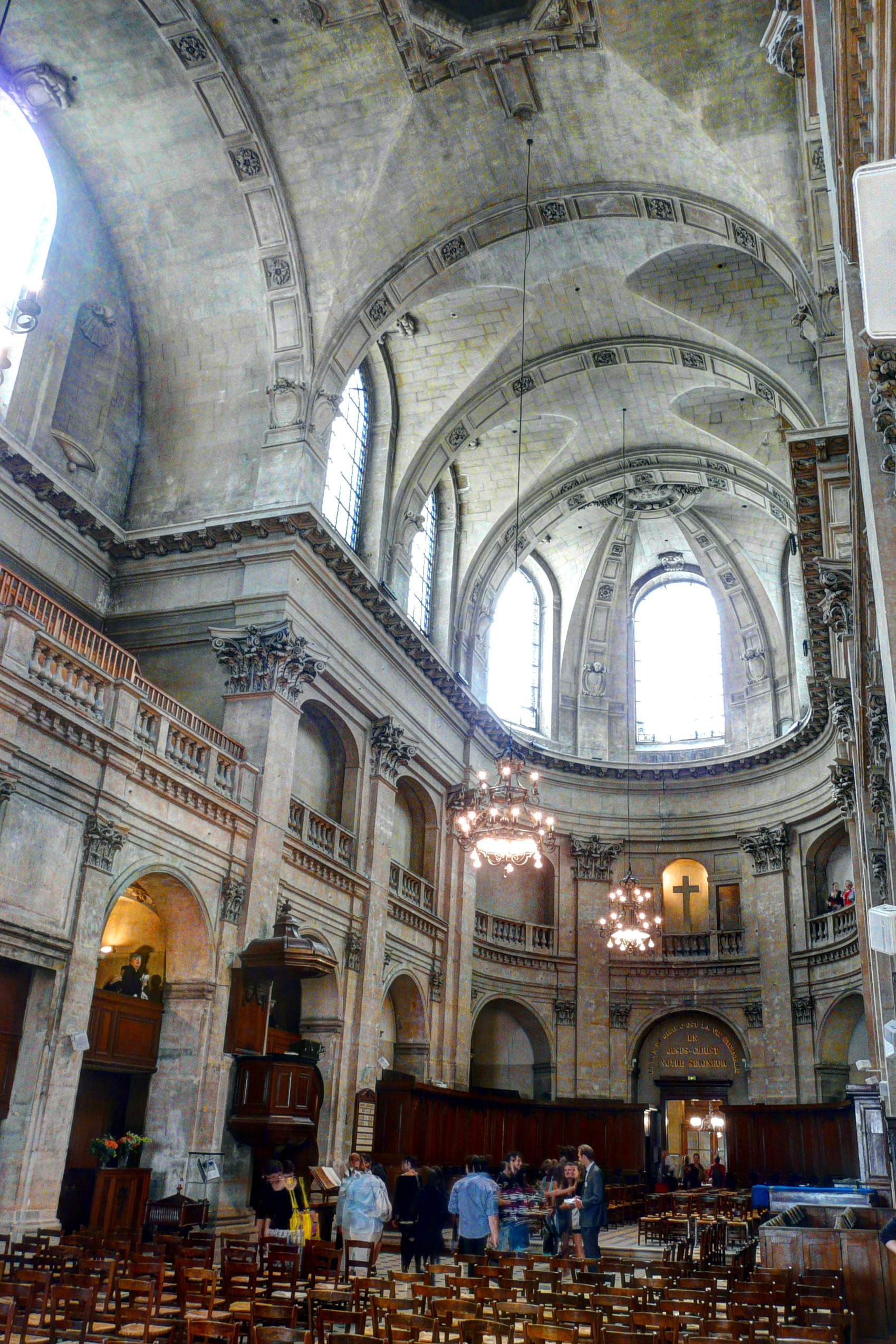
Nef du temple de l'Oratoire du Louvre.
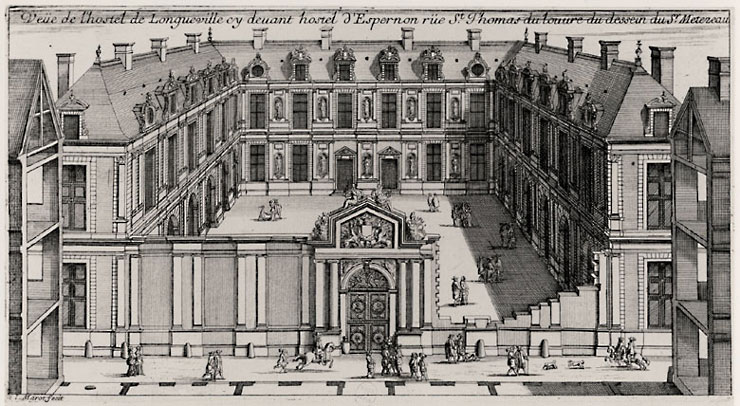
Hôtel de Longueville : dessin de Clément Métézeau représentant un projet de Marot.
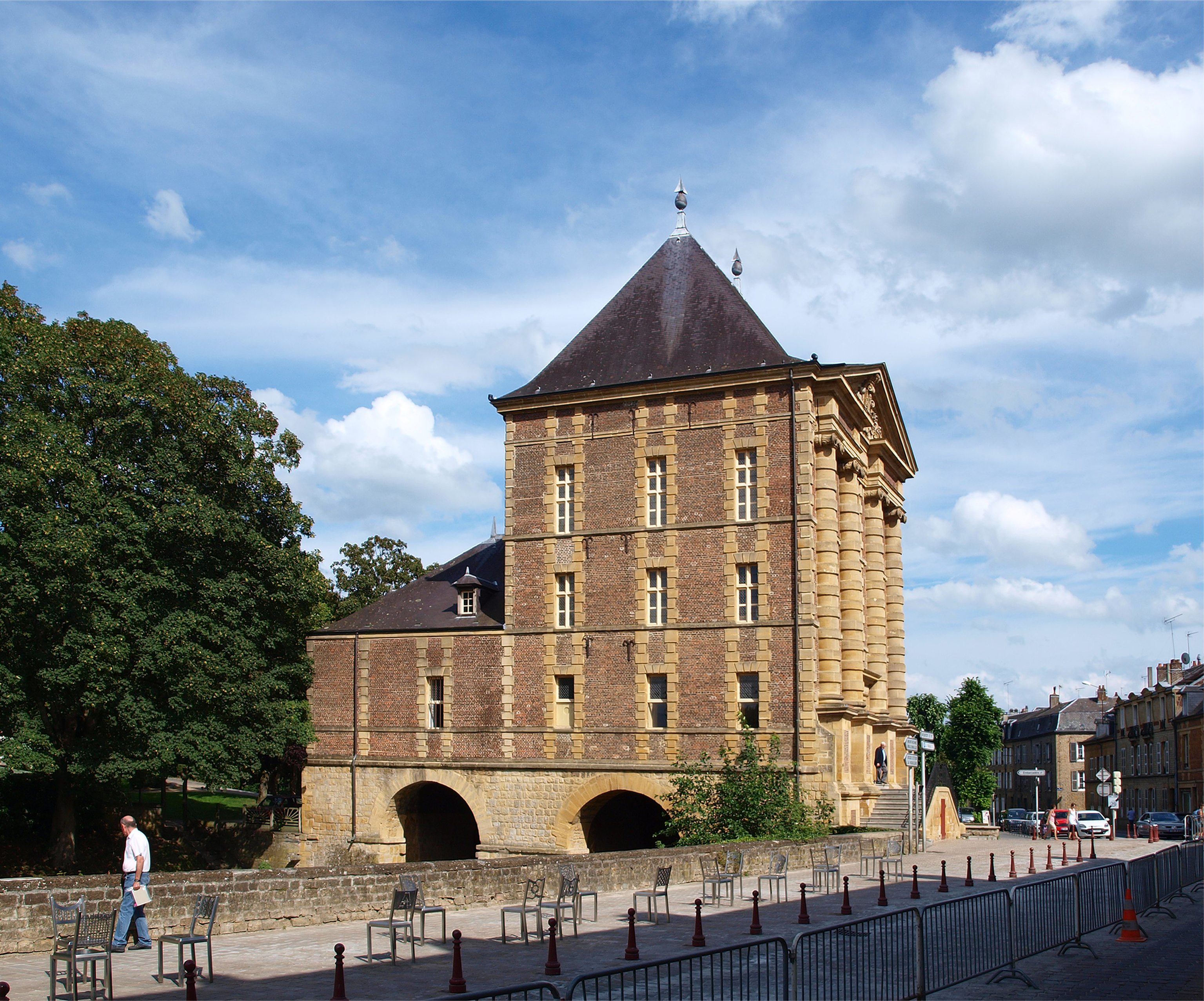
Vieux moulin, Charleville.
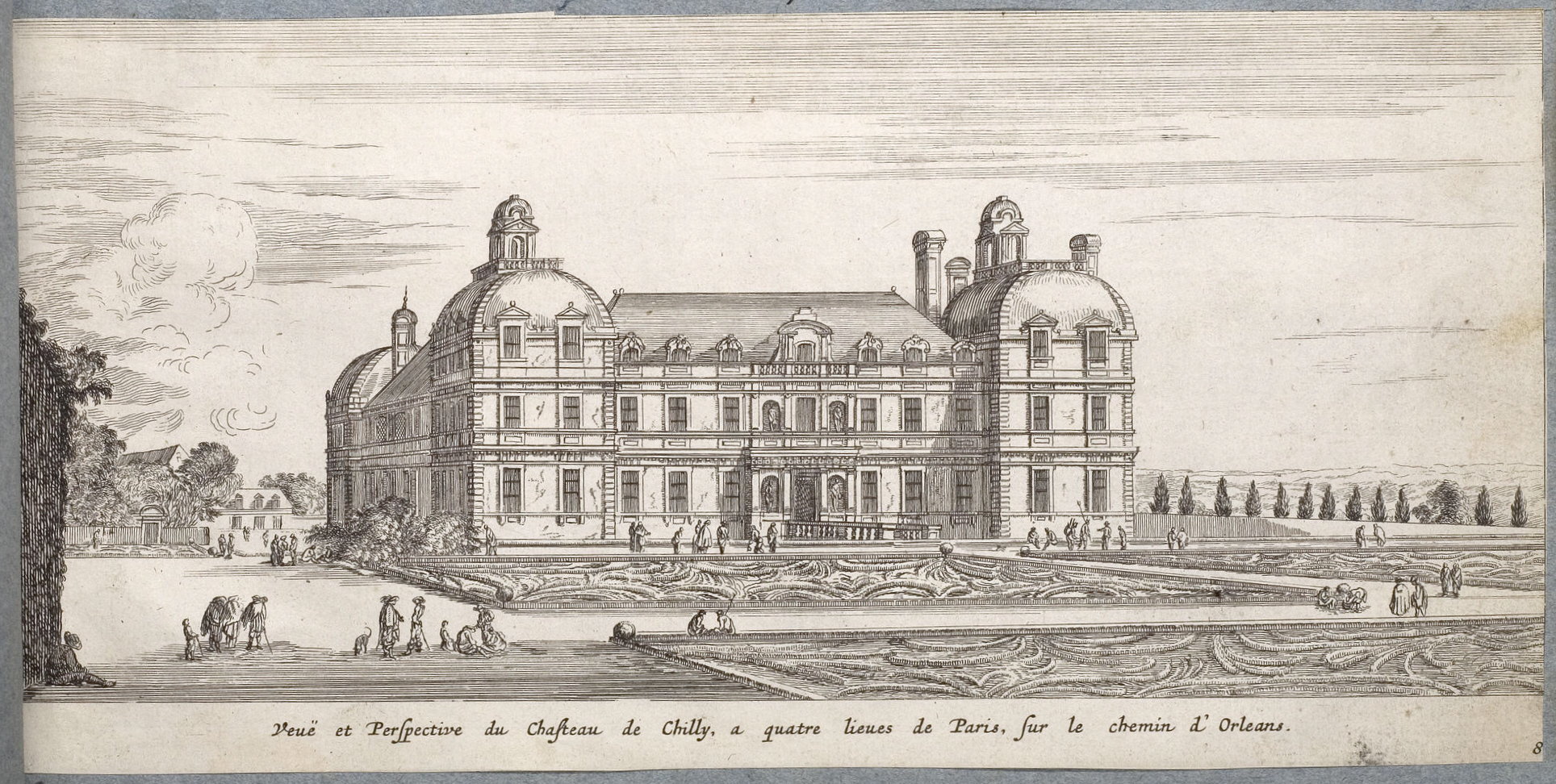
Château de Chilly.
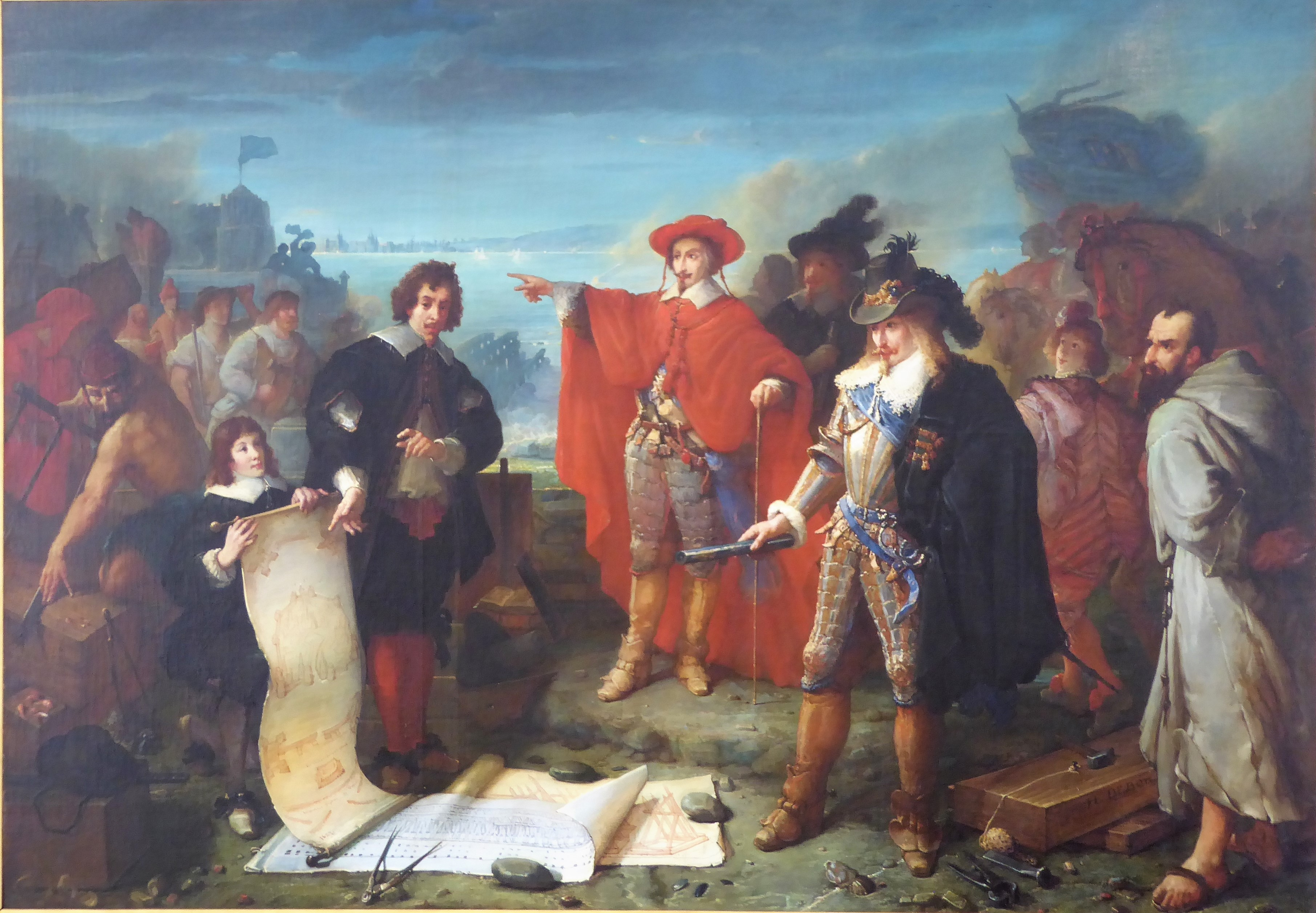
Le siège de La Rochelle, musée de Dreux.
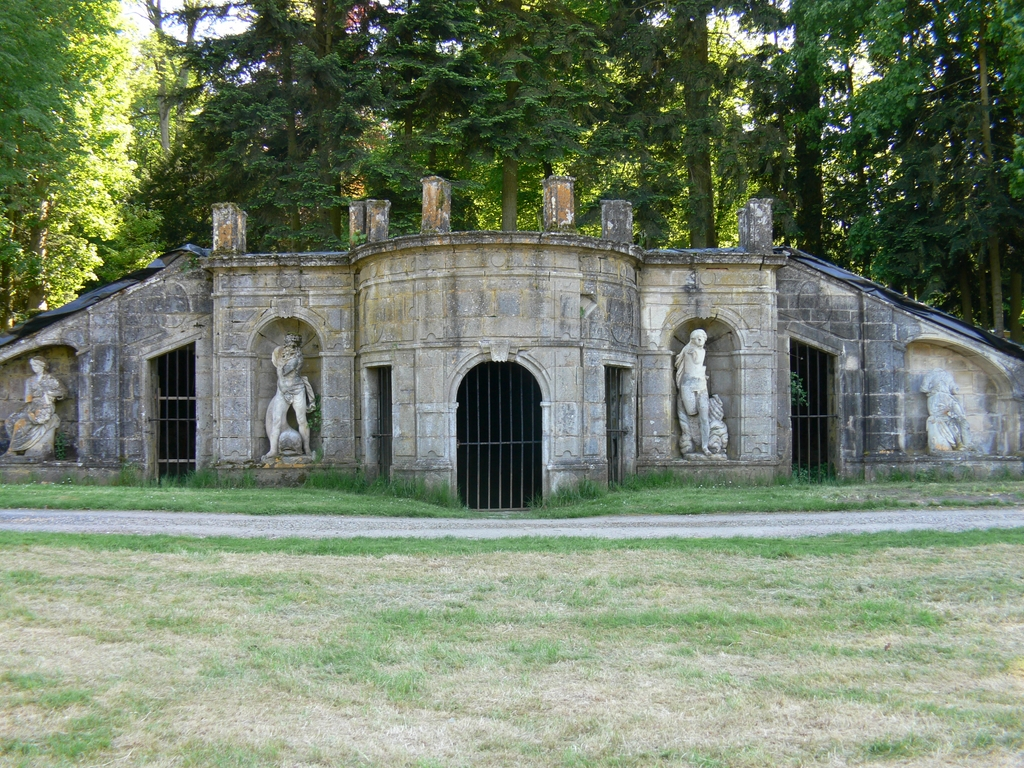
Aménagement du "Pavillon rouge" et du Nymphée du Château de Gerbéviller[10].

## Hommages
En hommage à la famille Métezeau, le nom de la place centrale de Dreux a été nommée place Métezeau.